# Neuviller-la-Roche
Neuviller-la-Roche là một xã thuộc tỉnh Bas-Rhin trong vùng Grand Est đông bắc Pháp.